# Maynard James Keenan
Maynard James Keenan (eredetileg James Herbert Keenan; Ravenna, Ohio, 1964. április 17. –) amerikai énekes, dalszövegíró, a Tool és az A Perfect Circle tagja. Legújabban[mikor?] egy Puscifer elnevezésű projekten dolgozik, valamint borászkodik.

## Életút

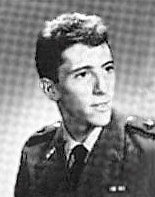

Maynard az ohiói Ravennaban született, baptista családban. Édesanyja, Judith Marie Garrison súlyos agykárosodást szenvedett, mikor Maynard még csak tizenegy éves volt, és hátralévő életére tolókocsiba kényszerült. Talán erről a sajnálatos eseményről szól a Tool Jimmy című száma, valamint édesanyja emlékére kapta a legutóbbi album a 10 000 days címet (állítólag ennyit élt még az agyvérzése után), ami tartalmaz két neki/róla szóló dalt, a Wings for Marie (Pt 1)-t és a 10,000 Days (Wings Pt 2)-t.
1982-ben csatlakozott a hadsereghez, ahol felderítőként szolgált. Egy évig (1983–1984) járt az Egyesült Államok Katonai Akadémiájának előkészítő tagozatára (West Point-i előkészítő iskola), ahol sikerült megbirkóznia a roppant kemény matematika és angol tananyaggal. Bár felvették a West Point-ra, úgy döntött mégsem lesz tanulója az intézménynek. Ehelyett letöltötte az aktív szolgálatból hátralévő idejét, majd otthagyta a katonaságot, hogy művészetet tanuljon Michigan-ben a Kendall Művészeti Egyetemen (a csoporttársa volt Gillian Anderson.
A katonaévek alatt Maynard bejárta Ohiót, Michigant, New Jersey-t, New Yorkot, Oklahomát, Kansast és Texast; tagja volt egy futócsapatnak, valamint különböző klubokba járt énekelni.
A Kendall Egyetem után Los Angelesben kezdett dolgozni, mint kisállat-kereskedések „lakberendezője”.
Még a Toolt megelőző korszakban Maynard énekelt a Children of the Anachronistic Dynasty-nak (Fingernails címmel készült egy kazettájuk) és a Green Jellÿ-nek, valamint basszusgitározott a TexA.N.S.-nak.
1997-ben Maynard fellépett egy jótékonysági esten, ahol Tori Amosszal énekelt el egy altatódalt. Tori Amos több helyen is említette már meg Maynardot úgy, mint „nem vér szerinti testvérét” vagy mint „egyik legjobb barátját”.
2005-ben egy seattle-i jótékonysági koncerten szerepelt, melyet az ázsiai szökőár áldozatainak megsegítésére szerveztek. Az Alice In Chains nevű együttes megmaradt tagjaival volt a színpadon; Layne Staley énekesi posztját töltötte be.
Bár nőtlen, van egy fia, Devo, aki 1995. augusztus 5-én született.
Egy darabig jegyben járt Jennifer Fergusonnal, de végül szakítottak. Az A Perfect Circle Mer de noms albumának Breña című száma Jennifernek íródott (a második neve a Breña).
Legújabb hobbija a borászat; az ő tulajdonában vannak a Merkin-földek és a Caduceus-pincék. Olyan nagy borrajongó, hogy a házában állítólag több mint 2000 üveg bor található.
A '90-es évek elején barátság szövődött Maynard és a híres komikus, Bill Hicks között. Nem egy Tool-szám szövege utal Hicksre.
2005 április 1-jén Maynard azt a sokkoló bejelentést tette, miszerint „megtalálta Jézust”, otthagyja a Toolt és megtér. Mikor az MTV egyik műsorvezetője, Kurt Loder e-mailben kérdezte Maynardot, hogy mi is igaz ebből az egészből, ő egész egyszerűen csak ennyit válaszolt: „he-he”. Végül április 7-én a Tool honlapján a következő szöveg jelent meg: „Jó hírek, április bolondjai! Az album munkálatai folytatódnak!” Valószínűsíthető, hogy Maynard a Korn exgitárosának, Brian 'Head' Welch-nek a 2005-ös megtérése miatt választotta pont ezt az "április elsejei" viccet. Mikor Maynardot később az esetről és Jézusról faggatták, ő azt felelte: „Az a fickó egy punk!”

## Tool
A Tool nevű zenekar 1990-ben alakult meg. Maynard zenélgetni kezdett szomszédjával, Danny Carey-vel, aki végül a dobos szerepét töltötte be a Paul d'Amour-ral és Adam Jonesszal kiegészült együttesben.
1992-ben jelent meg Opiate című EP-jük, majd 1993-ban a már hosszabb terjedelmű Undertow. Meghatározhatatlan stílusú és hangulatú zenéjükkel, valamint Maynard egyedi és különleges szövegeivel a Tool tagok azonnal beírták magukat a zenei történelembe.
1995-ben d'Amour otthagyta az együttest, a helyére Justin Chancellor került, majd 1996-ban kiadták AEnima című albumukat, mely meghozta az első Grammy-díjat (az Ænemaért kapták).
1996-ban a bandának nézeteltérése támadt a kiadójával, a Volcano Recordsszal, mely végül bírósági perhez vezetett.
2000-ben box-set-et adtak ki Salival címmel, majd megjelent a Lateralus, amiről a Schism című számért megkaphatták második Grammy-jüket.Ezután 2006-ban jelent meg a következő albumuk 10 000 days címmel. Legutóbbi albumuk Fear Inoculum címmel jelent meg 2019-ben.

## A Perfect Circle
Az A Perfect Circle egy alternatív rock-banda, ami Billy Howerdel kezdeményezésére alakult meg 1999-ben. Billy gitár-technikusként dolgozott olyan bandáknál, mint a Nine Inch Nails, a Fishbone, a Smashing Pumpkins és a Tool. Mikor lejátszotta saját demófelvételeit Maynard-nak, ő azonnal felajánlotta magát az APC énekesének. Billy eleinte hezitált (eredetileg női énekest szeretett volna), de aztán kapott az ajánlaton.
Miután csatlakozott hozzájuk Paz Lenchantin mint basszusgitáros, Troy Van Leeuwen gitáros, és Tim Alexander dobos, kiadták első albumukat Mer de Noms (francia, jelentése: „nevek tengere”) címmel.
A második album előtt tagcserék történtek; Paz helyére Jeordie White került (Marilyn Manson exbasszusgitárosa, Twiggy Ramirez néven), míg Troy helyére ideiglenesen bevették Danny Lohnert, aki azonban nem érezte úgy, hogy beleillik az APC-be, úgyhogy őt hamarosan leváltotta James Iha, ex-Smashing Pumpkins-tag. Így 2003-ban megjelenhetett a Thirteenth Step, majd 2004-ben az eMOTIVE. Még ebben az évben kiadtak egy box-setet is aMOTION címmel.

## Puscifer
A Puscifer elnevezés legelőször egy Mr. Show című komédiában hangzott el, melyben feltűnik Maynard és Adam Jones, mint ennek a fiktív együttesnek a tagjai. Mára a Puscifer név alatt Maynard azon munkáit kell értenünk, melyek függetlenek a Tool-tól és az APC-től is. Ő úgy fogalmazott, hogy a Puscifer egy olyan dolog, mely által "kiélhetik magukat a fejemben viaskodó dolgok".
A Puscifer-project nem korlátozódik le csupán a zenére; különböző egyedi ruhadarabok tervezését és forgalmazását is takarja.
Az első EP 2007 október 9-én jelent meg, Don't Shoot The Messenger címmel, míg az album október 30-án került a boltokba. A cím: V, is for vagina
Maynard MySpace oldalán az áll, hogy a Puscifer tagjai „Maynard James Keenan és számos nagy tehetségű ember. A vendégzenészek a következők: Renholdër (azaz Danny Lohner), Milla Jovovich, Lisa Germano, Josh Eustis, Sátán, és még sokan mások…” Maynard együtt dolgozik ezen a projekten Lustmorddal, Jonny Polonski-val, Tim Alexanderrel, Tim Commerforddal, Brad Wilkkel, Ainjel Emme-el, Josh Eustis-al, és Trey Gunn-nal.